# Peggy Cordero
Peggy Cordero Frigerio (Santiago de Chile, 5 de agosto de 1935-Santiago de Chile, 9 de julio de 2015) fue una actriz chilena, de larga trayectoria teatral, cinematográfica y televisiva, que ostentó entre 1962 y 2015. También se desempeñó como directora de teatro, presentadora de televisión, locutora radial, política y activista sindical.

## Biografía
Nació el 5 de agosto de 1935 en la Clínica Presbiteriana Madre e Hijo —actual Clínica Santa Rosa—, en la ciudad de Santiago. Fue hija única del matrimonio conformado por José Cordero Vicot y Olga Mazuelda Frigerio Concha. Por el lado paterno, tenía ascendencia cubana, mientras que por el materno, sus raíces eran italianas.
Era nieta de Alessandro Frigerio Civati, natural de Montorfano, hijo de Giovanni Frigerio Galetti y de Erminia Civati. Por parte de su abuela materna, Emma Concha Aliaga, descendía de la reconocida familia chilena Concha y Toro.
Cordero creció en un entorno familiar acomodado en el barrio Ñuñoa, un sector caracterizado por su arquitectura de estilo clásico y la tranquilidad de sus calles arboladas, donde la influencia de sus raíces italianas se manifestaba en la cotidianidad del hogar. La rica herencia cultural de su ascendencia se reflejaba en las tradiciones familiares, que incluían la celebración de festividades italianas, la preparación de platillos típicos y la valoración del arte en sus diversas formas.[cita requerida]
Durante su infancia, la familia Cordero Frigerio solía disfrutar de sus vacaciones estivales en el Yachting Hotel, un establecimiento emblemático en la costa de Quintero, conocido no solo por su belleza escénica, sino también por su ambiente cosmopolita que atraía a una élite cultural y social.[cita requerida]
Cursó su educación secundaria en el Liceo N.º 3 de Niñas en Ñuñoa. A la temprana edad de 14 años, inició su formación en las artes, asistiendo a clases de escultura y pintura en la prestigiosa Escuela de Bellas Artes de Santiago.[cita requerida]
En 1961, a la edad de 26 años, se matriculó en la Escuela de Teatro de la Universidad de Chile para cursar Artes Escénicas, egresando en 1963 junto a notables contemporáneos como Marcelo Romo, Eduardo Barril y Diana Sanz. Durante su trayectoria académica, tuvo la fortuna de ser instruida por renombrados maestros, entre los cuales se destacan Agustín Siré, Pedro Orthous, Rubén Sotoconil, Bélgica Castro y María Cánepa, quienes moldearon su formación artística y profesional.[cita requerida]

## Carrera artística

### 1964-1973
En 1965, Cordero participó en el musical La dama del canasto, compartiendo elenco con Silvia Piñeiro, Emilio Gaete y Julio Jung, entre otros.[cita requerida]
Debutó en televisión con telenovelas, series y teleteatros, destacando en la revista "Cine Amor". Posteriormente, debuta en las nuevas producciones televisivas como Don Camilo (1969) de Canal 9, El padre Gallo (1970) y La amortajada (1971) de Televisión Nacional de Chile. En 1971 fue también coanimadora de Sábados en el 9 junto a Enrique Maluenda.
Luego de hacer su carrera como actriz, fue invitada para participar como vedette en la exitosa revista Bim Bam Bum del Teatro Ópera, donde fue una de las mujeres más codiciadas en la década de 1970 por el público masculino en la que incursionó en 1972, en medio del rechazo de una parte del gremio actoral. Ese año aceptó la oferta de los empresarios que manejaban el Teatro y protagonizó un espectáculo bautizado a su medida: "Nace una vedette". Con este rol logró destronar a las vedettes trasandinas que monopolizaban el género revistero. La despedida oficial del Bim Bam Bum se realizó en diciembre de 1987 con Coco Legrand en cartelera. Al final del último espectáculo varios de sus grandes artistas subieron al escenario para despedir el ciclo.[cita requerida]
Su carrera se consolidaba en Televisión Nacional de Chile con la conducción, estrenó los programas Estudio Dos y Don Tigre, el rayado, en 1972. Al año siguiente, estrenaba junto a Juan La Rivera, su propio talk show Peggysisima (1973), postergado por el Golpe de Estado en Chile de 1973.[cita requerida]

### 1974-1979
Tras el golpe de Estado en Chile del 11 de septiembre de 1973, encabezado por el general Augusto Pinochet contra el gobierno de Salvador Allende y que dio inicio a la dictadura militar, Peggy Cordero recibió apremios, hostigamientos y persecución política debido a sus raíces cubanas y de su conocido vínculo con la militancia socialista. En octubre de 1973, el diario El Mercurio le otorgó la responsabilidad de ser la autora intelectual del Plan Z (Chile) para la Zona norte de Chile. Cordero fue nombrada persona non grata por la Junta de Gobierno de Chile (1973-1990). El Sindicato de Actores de Francia, presidido por Delphine Seyrig, le concedió a Peggy Cordero el exilio político en París.[cita requerida]

### 1980-2009
Durante la época de 1980, volvió a su país tras su exilio político, regresó a la televisión en 1981 y participó las telenovelas como Casagrande (1981), Bienvenido hermano Andes (1982), Matrimonio de papel (1985), La dama del balcón (1986) y La invitación (1987), entre otras.
En 1992 debutó como directora de teatro en Álamos en la azotea, de Egon Wolff. En 1997, Cordero participó en la producción Tic tac, donde interpretó a Doña Emilia Santa María, la tía de la protagonista y la dueña del Palacio Santa María donde realizaba la trama. En esta producción compartió roles con exitosos actores como Leonor Varela, Bastián Bodenhöfer, Ximena Rivas, Coca Guazzini y Jaime Vadell.[cita requerida]

### 2010-2015
En 2012, participó en las series Los 80 de Canal 13 y Solita camino de la cadena Mega. En esta última serie interpreta el rol de Clara, abuela de la protagonista. En una entrevista dijo «[...] O sea, estoy en pantalla, ¿cachái?, la grabamos el año pasado, encerrados en el Cajón del Maipo y lo pasamos súper bien. Llevé mi citroneta y sale en la serie. Se llama Margarita».
En los últimos años, fue constantemente requerida por cineastas independientes para participar en producciones como El viaje de Emilio de Abril Trejo o Juguetes olvidados del cineasta peruano Homero Layza.[cita requerida]
El 7 de enero de 2010, el gobierno de la presidenta de la República Michelle Bachelet, le concedió a Peggy Cordero una pensión de gracia por su destacada contribución a las Artes Nacionales.
En julio de 2015 filmaba la película Poesía sin fin de Alejandro Jodorowsky, donde interpretaba a la madre del cineasta en su juventud.

## Muerte
Peggy Cordero murió a la edad de 79 años producto de un Infarto agudo de miocardio en la madrugada de 9 de julio de 2015 en su residencia de Recoleta. El deceso de la actriz fue anunciado públicamente por Sidarte. "Partió una de la más grandes y bellas del Teatro chileno. Una socia incondicional de esta organización, de inolvidable consecuencia y alegría! Adiós bella Peggy Cordero. Hasta siempre!"”, escribió Sidarte en su cuenta de Facebook.
Fue velada el 9 de julio en el Teatro Sidarte de Recoleta, donde recibió una multitudinaria compañía de sus familiares, amigos y círculo artístico. Fue sepultada el 10 de julio en el Cementerio General de Santiago.

## Vida personal
A la edad de 18 años, Peggy Cordero tuvo su primer interés sentimental; Augusto Llano Eck; cadete de la Armada de Chile, y luego padre de la intérprete Irene Llano.[cita requerida]
A los 32 años de edad, Peggy Cordero contrajo matrimonio con Gerardo Pacheco Rogers (n. 1948), el 5 de octubre de 1967 en Santiago. Ambos fueron padres de José Cristóbal Pacheco (n. 1967), cuyo primer nombre fue elegido por la actriz en honor a su padre. Entre 1968 y 1969 el matrimonio se estableció en la Isla Helvecia, Calbuco, propiedad de la intelectual y socialité Mimí Brieba. Cordero y Pacheco se separaron en 1970 después de la infidelidad de él con la bailarina Xenia Zarkova, a quien conoció mientras él estudiaba danza en Teatro Municipal de Santiago. Pacheco abandonó a su familia y migró junto su amante a Johannesburgo. El matrimonial se anuló en 1976.[cita requerida]
Desde 1970 hasta 1979, Peggy Cordero mantuvo un vínculo sentimental con el actor y director Leonardo Perucci Molvin, con quien tuvo a su segundo hijo Francisco Camilo Perucci (n. 1972). Durante ese tiempo la relación gozó de un auge en los medios de espectáculos y en la televisión tras protagonizar El padre Gallo en 1970. La unión se vio dificultada en septiembre de 1973, debido al exilio político de Perucci en Cuba. La pareja se reunió a fines de 1974 en La Habana. Cuba marcó el final de su relación con Perucci, quien decidió anular el vínculo familiar en 1979 y optó por migrar a Costa Rica.[cita requerida]
En 2003 Peggy Cordero se extirpó las glándulas paratiroides en el Hospital San José. En marzo de 2012 la actriz debió someterse a una operación producto de un cáncer de mama. Tras superar la enfermedad y a consecuencia de los medicamentos, padeció de cataratas en sus ojos, lo que nuevamente la llevó al quirófano.En 2013 sufrió una deficiencia en la válvula mitral, y se sometió a operación en el Hospital Clínico San Borja Arriarán.[cita requerida]

## Pensamiento político
Perteneció al Partido Socialista de Chile (PS) desde 1968 hasta 2009, y fue elegida miembro del Comité Central en dos períodos. Entre el 15 de enero y el 16 de febrero de 1971, Cordero participó en el Tren Popular de la Cultura, recorriendo innumerables pueblos y ciudades de Chile. Asistió como invitada de honor al X Festival Mundial de la Juventud y los Estudiantes en Berlín Este desde el 28 de julio hasta el 5 de agosto de 1973.[cita requerida]

## Filmografía
| Año  | Título                      | Papel              | Director             |
| ---- | --------------------------- | ------------------ | -------------------- |
| 1967 | Regreso al silencio         | Isabel             | Naum Kramarenco      |
| 1972 | Operación Alfa              | —                  | Enrique Urteaga      |
| 1976 | Cantata de Chile            | Leonor             | Humberto Solás       |
| 1990 | ¡Viva el novio!             | Blanca Lombardi    | Gerardo Cáceres      |
| 2002 | ¿Dónde estás, Constanza?    | Isabel Corsiglia   | Alberto Daiber       |
| 2002 | El abanderado               | Madama             | Miguel Littin        |
| 2004 | Mónica vida mía             | Alicia             | Arnaldo Valsecchi    |
| 2007 | Radio Corazón               | Amanda Covarrubias | Roberto Artiagoitía  |
| 2010 | El viaje de Emilio          | Laura Fernández    | Abril Trejo          |
| 2011 | Y el río fluye              | Adriana            | Carlos Manríquez     |
| 2011 | ¿Alguien ha visto a Lupita? | Aviadora           | Gonzalo Justiniano   |
| 2015 | Poesía sin fin              | sin acreditar      | Alejandro Jodorowsky |

| Año  | Título              | Papel           | Director            |
| ---- | ------------------- | --------------- | ------------------- |
| 2009 | La niña del viento  | Abuela (voz)    | Nicolás Lara        |
| 2009 | Fuera del tiempo    | —               | Roberto Abarzúa     |
| 2010 | Sobre la mesa       | —               | Francisca Alegría   |
| 2010 | Abuela Sofía        | Sofía Undurraga | Sebastián Enamorado |
| 2012 | Juguetes olvidados  | —               | Homero Layza        |
| 2013 | Chalecos de colores | Soledad         | Michelle Mege       |

## Televisión
| Año  | Título                    | Papel                         | Notas                      |
| ---- | ------------------------- | ----------------------------- | -------------------------- |
| 1968 | El socio                  | —                             | Elenco principal           |
| 1969 | Don Camilo                | —                             | Elenco principal           |
| 1970 | El padre Gallo            | Brisa de los Robles / Serafín | Protagonista; 63 episodios |
| 1971 | La amortajada             | Beatriz                       | Elenco principal           |
| 1981 | Casagrande                | Isabel Roldán                 | Elenco principal           |
| 1982 | La señora                 | Rosa                          | Elenco principal           |
| 1983 | Bienvenido hermano Andes  | Eleonora Vincens              | Elenco principal           |
| 1984 | La dama del balcón        | Francisca Rioseco             | Elenco principal           |
| 1984 | Andrea, justicia de mujer | Ester Gordon                  | Elenco principal           |
| 1985 | Matrimonio de papel       | Silvia Vega                   | Elenco principal           |
| 1985 | La trampa                 | Minerva Marinka               | 10 episodios               |
| 1987 | La invitación             | Susana Simpson                | Elenco principal           |
| 1989 | A la sombra del ángel     | Isabel Torreblanca            | Protagonista, 20 episodios |
| 1990 | El milagro de vivir       | Trinidad Vial                 | Elenco principal           |
| 1993 | Ámame                     | Solange Laval                 | 15 episodios               |
| 1997 | Tic Tac                   | Emilia Santa María            | Protagonista; 90 episodios |
| 1998 | Borrón y cuenta nueva     | Amanda Aguirre                | Elenco principal           |
| 2005 | 17                        | Mireya Linderos               | 6 episodios                |
| 2006 | Alguien te mira           | Nina Chadwick                 | 1 episodio                 |
| 2007 | Amor por accidente        | Alicia Jiménez                | 1 episodio                 |
| 2007 | Fortunato                 | Melania Alcántara             | —                          |
| 2008 | Hijos Del Monte           | Clarisa Serrano               | 2 episodios                |
| 2009 | Los exitosos Pells        | Mary Rose Astaburuaga         | 1 episodio                 |
| 2009 | Cuenta conmigo            | Mercedes Garrido              | —                          |
| 2010 | Feroz                     | Josefa Donoso                 | 6 episodios                |
| 2010 | 40 y tantos               | Gina Manzur                   | 2 episodios                |
| 2014 | Chipe libre               | Margarita Riesco              | 13 episodios               |

| Año        | Título                 | Papel               | Ref. |
| ---------- | ---------------------- | ------------------- | --- |
| 1983       | La hora de Juan Pérez  | Aurora              | 2 episodios                                                                                                   |
| 1990       | Corín Tellado          | Carolina Murillo    | Episodio: "Los caminos de Verónica"                                                                           |
| 1991       | Madre hay una sola     |                     | Protagonista                                                                                                  |
| 1997       | Las historias de Sussi | Josefina Amunátegui | Episodio: "Empleada domestica"                                                                                |
| 2001; 2006 | El día menos pensado   | Elsa / Marta        | T3. Episodio: "El cuidante" T6. Episodio: "El ADN"                                                            |
| 2004       | Autopsia               | Inés                | Episodio: "Fatal travesura"                                                                                   |
| 2004       | BKN                    | Elena               | — |
| 2005       | Urgencias              | —                   | 1 episodio |
| 2005       | Los simuladores        | —                   | — |
| 2007       | Raspando la olla       | Julia Fontaine      | Protagonista; 12 episodios                                                                                    |
| 2007       | Mujeres que matan      | —                   | — |
| 2008       | Historias de campo     | Gretel Schneider    | Episodio: "Pasión en la montaña"                                                                              |
| 2009–2010  | Los Venegas            | Azucena Lagos       | T21. Elenco principal                                                                                         |
| 2009       | Karkú                  | Edna Hamilton       | T3. Episodio: "La muerte súbita de Dana" T3. Episodio: "¡Dana está prófuga!" T3. Episodio: "Otra oportunidad" |
| 2011       | Cesante                | Laura               | Episodio: "Tinterillo"                                                                                        |
| 2012       | Los 80                 | Rebeca Assad        | T5. Episodio: "Y nada más"                                                                                    |
| 2012       | Infieles               | Fedora              | T8. Episodio: "Buscando a papá"                                                                               |
| 2012       | Solita camino          | Clara Izquierdo     | Episodio: "Una vuelta al pasado" Episodio: "Celos"                                                            |
| 2013       | El hombre de tu vida   | Dora Del Canto      | Episodio: "Bim bam bum"                                                                                       |
| 2014       | Drama queen            | Karen McDonald      | Serie web. Protagonista                                                                                       |
| 2015       | Código rosa            | Jael Gallardo       | Episodio: "Regreso y cambio de vida".                                                                         |

| Año  | Título                 | Papel        | Cadena              |
| ---- | ---------------------- | ------------ | ------------------- |
| 1970 | Morandé 70             | Protagonista | Canal 9             |
| 1971 | Sábados en el 9        | Presentadora | Canal 9             |
| 1971 | Estudio 2 a las 2      | Presentadora | Televisión Nacional |
| 1972 | Saber, correr y cantar | Presentadora | Televisión Nacional |
| 1972 | Don Tigre, el rayado   | Presentadora | Televisión Nacional |
| 1972 | Clases alegres         | Presentadora | Televisión Nacional |
| 1973 | Peggysísima            | Presentadora | Televisión Nacional |
| 2006 | Teatro en Chilevisión  | Invitada     | Chilevisión         |
| 2011 | CNN Chile              | Ella misma   | CNN Chile           |
| 2012 | 24 horas               | Ella misma   | Televisión Nacional |
| 2015 | Buenos días a todos    | Invitada     | Televisión Nacional |
| 2015 | Cara a cara            | Invitada     | La Red              |
| 2015 | De aquí no sale        | Panelista    | UCV TV              |

## Teatro

### Obras
- 1963: Mucho ruido y pocas nueces, de William Shakespeare, dirigida por Eugenio Guzmán. Teatro UC.
- 1963: La ronda, de Arthur Schnitzler, dirigida por Eugenio Guzmán. Instituto del Teatro de la Universidad de Chile.
- 1964: Romeo y Julieta, de Pablo Neruda, dirigida por Eugenio Guzmán. Instituto del Teatro de la Universidad de Chile.
- 1965: La dama del canasto, de Isidora Aguirre, dirigida por Eugenio Guzmán. Compañía de Teatro Silvia Piñeiro.
- 1965: El gallo Quiquiricó, de Mónica Echeverría, dirigida por Mónica Echeverría. Compañía de Teatro Ictus.
- 1966: Billy el mentiroso, de Keith Waterhouse y Willis Hall, dirigida por Gustavo Meza. Compañía de Teatro Ictus.
- 1966: Marat Sade, de Peter Weiss, dirigida por William Irvin Oliver. Instituto del Teatro de la Universidad de Chile.
- 1967: Fulgor y muerte de Joaquín Murieta, de Pablo Neruda, dirigida por Pedro Orthous. Instituto del Teatro de la Universidad de Chile.
- 1968: El rehén, de Brendan Behand, dirigida por Eugenio Guzmán. Instituto del Teatro de la Universidad de Chile.
- 1969: Viet rock, de Megan Terry, dirigido por Víctor Jara. Instituto del Teatro de la Universidad de Chile.
- 1969: El rey se muere, de , dirigido por ¿?. Compañía de Teatro Los Cuatros. Teatro Petit Rex.
- 1971: El vison volador, de Ray Cooney y John Chapman, dirigida por Miguel Frank. Teatro Cariola.
- 1972: Nace una vedette, dirigida por Buddy Day. Teatro Ópera de Santiago. Compañía Bim Bam Bum.
- 1985: Con el bolero en la piel, de Edgardo Bruna, dirigida por Edgardo Bruna. Compañía de Teatro La Musaraña. Sala Tu Cucho.
- 1987: Alicia en el país de las zancadillas, de Fernando Josseau, dirigida por Fernando Josseau.
- 1989: Álamos en la azotea, de Egon Wolff, dirigida por ella misma.[31] Casa de la Cultura Cerro San Cristóbal.
- 1991: Hay que deshacer la casa, de Sebastián Junyent, dirigida por Aníbal Reyna.
- 1991: Mujeres de Viña al borde de un asesinato, de Roberto Nicolini, dirigida por José Andrés Piña. Universidad Técnico Federico Santa María.
- 1992: Orinco, de Emilio Carbadillo, dirigida por Alejandra Gutiérrez. Teatro El Conventillo.
- 2002: Déjame que te cuente que las abuelas sí son para el verano, de Roberto Nicolini, dirigida por Roberto Nicolini. Teatro Club de los Comediantes.
- 2002: La pérgola de las flores, de Isidora Aguirre, dirigida por Carmen Barros. Teatro Municipal de Santiago.
- 2003: Las chiquillas van a la pelea, de Cristina Castillo, dirigida por Katty Kowaleczko. Sala Lo Castillo.
- 2003: Agua
- 2008: Un crimen casi perfecto, dirigida por Rosita Nicolet. Teatro Alcalá.
- 2011: La casa de Bernarda Alba, de Federico García Lorca, dirigida por Martín Rodríguez.
- 2015: Las chiquillas van a la pelea, de Cristina Castillo, dirigida por Silvia Santelices. Compañía de Teatro Ictus.

## Reconocimientos
- 2012: La Asociación de Periodistas de Espectáculos, Arte y Cultura de Chile, le otorgó el Premio Apes a la trayectoria artística.
- 2013: El Festival de Teatro de Chillán, le otorgó el premio a la trayectoria.
- 2015: El Centro Cultural de Artes Integradas de Quintero, premió y reconoció su trayectoria artística.